# Кроа Валмер
Кроа Валмер (фр. Croix-Valmer) насеље је и општина у Француској у региону Прованса-Алпи-Азурна обала, у департману Вар која припада префектури Драгињан.
По подацима из 2011. године у општини је живело 3498 становника, а густина насељености је износила 157,0 становника/km². Општина се простире на површини од 22,28 km². Налази се на средњој надморској висини од 100 метара (максималној 369 m, а минималној 0 m).

## Демографија
| 1962. | 1968. | 1975. | 1982. | 1990. | 1999. | 2011. |
| ----- | ----- | ----- | ----- | ----- | ----- | ----- |
| 1.110 | 1.380 | 1.759 | 2.064 | 2.634 | 2.734 | 3.498 |

График промене броја становника у току последњих година